# 日本プロジェクトマネジメント協会
特定非営利活動法人 日本プロジェクトマネジメント協会（にほんプロジェクトマネジメントきょうかい、英語: Project Management Association of Japan, PMAJ）は、2005年10月5日に、東京都の認証を受け、特定非営利活動法人プロジェクトマネジメント資格認定センター（略称：PMCC）が名称変更を行い、財団法人エンジニアリング振興協会（略称：ENAA）財団本部に付属する任意団体 日本プロジェクトマネジメント・フォーラム（略称：JPMF）と統合して発足した組織である
。

P2Mを中心としてプロジェクトマネジメント（PM）の研究・普及を進めている。

## 主な活動
- P2M講習会の実施とP2M資格資格の実施と資格認定
- PMシンポジウム[5]（年1回、参加者2,000人規模の大会）・例会（月例の研究会）・各種講習会などの開催によるPM知識の研究と普及
- これらの基礎となるP2Mの理論研究とその体系化によるP2M標準ガイドブック[6]の改訂・刊行
- PMに関する主要国際組織（PMI、IPMAなど）とのPM知識交流
- 使命達成型職業人の生涯学習の場と手段と指針を提供（場：PMコミュニティ　手段：資格・試験制度　指針：ガイドブック等出版）